# Anatoliko Tmima Astypaleas Kai Nisides Kounoupi, Fteno, Chondropoulo, Koytsomytis, Moni, Agia Kyriaki, Tigani, Chondri, Ligno, Fokionisia, Katsagreli, Pontikoyssa, Fidoyssa, Ktenia Kai Thalassia Periochi
Anatoliko Tmima Astypaleas Kai Nisides Kounoupi, Fteno, Chondropoulo, Koytsomytis, Moni, Agia Kyriaki, Tigani, Chondri, Ligno, Fokionisia, Katsagreli, Pontikoyssa, Fidoyssa, Ktenia Kai Thalassia Periochi este o arie protejată (arie de protecție specială avifaunistică — SPA) din Grecia întinsă pe o suprafață de 28.315,78 ha, integral pe uscat.

## Localizare
Centrul sitului Anatoliko Tmima Astypaleas Kai Nisides Kounoupi, Fteno, Chondropoulo, Koytsomytis, Moni, Agia Kyriaki, Tigani, Chondri, Ligno, Fokionisia, Katsagreli, Pontikoyssa, Fidoyssa, Ktenia Kai Thalassia Periochi este situat la coordonatele 36°32′31″N 26°24′30″E / 36.542047°N 26.408381°E.

## Înființare
Situl Anatoliko Tmima Astypaleas Kai Nisides Kounoupi, Fteno, Chondropoulo, Koytsomytis, Moni, Agia Kyriaki, Tigani, Chondri, Ligno, Fokionisia, Katsagreli, Pontikoyssa, Fidoyssa, Ktenia Kai Thalassia Periochi a fost declarat arie de protecție specială avifaunistică în octombrie 2001 pentru a proteja 23 de specii de animale.

## Biodiversitate
Situată în ecoregiunile marină mediteraneană și mediteraneană, aria protejată nu include niciun habitat protejat.
La baza desemnării sitului se află mai multe specii protejate de  păsări (23): lăstunul mare (Apus apus), stârc cenușiu (Ardea cinerea), șorecarul comun (Buteo buteo), ciocârlie-cu-degete-scurte (Calandrella brachydactyla), caprimulg (Caprimulgus europaeus), prepeliță (Coturnix coturnix), cristeiul de câmp (Crex crex), lăstun de casă (Delichon urbicum), egretă mică (Egretta garzetta), Emberiza caesia, Falco eleonorae, șoim călător (Falco peregrinus), rândunică (Hirundo rustica), sfrâncioc roșiatic (Lanius collurio), prigoare (Merops apiaster), codobatura galbenă (Motacilla flava), stârc de noapte (Nycticorax nycticorax), Phalacrocorax aristotelis desmarestii, corcodel mare (Podiceps cristatus), corcodel-cu-gât-negru (Podiceps nigricollis), lăstun de mal (Riparia riparia), turturică (Streptopelia turtur), Tachymarptis melba